# Vila de São Sebastião
Vila de São Sebastião is een plaats (freguesia) in de Portugese gemeente Angra do Heroísmo en telt 1 984 inwoners (2001). De plaats ligt op het eiland Terceira, onderdeel van de Azoren.